# Sertão Produtivo
Sertão Produtivo é um território de identidade localizado no estado brasileiro da Bahia, compreendendo os municípios de Brumado, Caculé, Caetité, Candiba, Contendas do Sincorá, Dom Basílio, Guanambi, Ibiassucê, Ituaçu, Iuiú, Lagoa Real, Livramento de Nossa Senhora, Malhada de Pedras, Palmas de Monte Alto, Pindaí, Rio do Antônio, Sebastião Laranjeiras, Urandi e Tanhaçu.

## História
Entre os séculos XVII e XVIII, os comerciantes de ouro começaram a explorar o território na intenção de extrair o minério para a comercialização no estado do Rio de Janeiro, através da estrada que ligava a Rota do Minério à Estrada Real (Paraty a Rio de Janeiro), e foi dessa forma que foi fundada a Vila Nova do Príncipe, em 1810, atual cidade de Caetité. Além da mineração, a criação de gado também foi um fator importante para a formação de novos municípios tais quais, inicialmente, Livramento de Nossa Senhora e Ituaçu. As áreas menos afetadas pela seca foram as primeiras a serem cultivadas para agricultura. Tanto Livramento de Nossa Senhora, como também Ituaçu, são exemplos que levam a marca do legado histórico-cultural.

## Geografia
O território de identidade Sertão Produtivo apresenta relevos irregulares, com picos montanhosos variando entre 400 metros e 1,2 mil metros, equivale a 4,2% do território baiano; limitando-se com Minas Gerais e territórios da Chapada Diamantina e do Sudoeste do estado. A população, de acordo com o censo de 2010, era de 446 485, correspondendo a 3,18% da população do estado. Do número total de habitantes, 54,7 residiam na zona urbana e 45,3 na zona rural. Existem duas unidades de conservação, as quais são a Floresta Nacional Contendas do Sincorá, no município de mesmo nome e outra  pequena parcela em Tanhaçu, medindo 11 034 hectares, para uso sustentável; além também do parque Refúgio de Vida Silvestre da Serra dos Montes Altos (área de competência estadual) que compreende os municípios de Candiba, Guanambi, Palmas de Monte Alto, Sebastião Laranjeiras e Urandi (de proteção integral), com total de 45 990 hectares. O bioma predominante é a Caatinga
Clima
O clima é o semiárido (BSH), que pode variar entre 16 e 45 graus celsius. A precipitação pluviométrica anual pode chegar até 772 milímetros, sendo a mínima de até 356 milímetros e máxima de 1 243 milímetros

## Economia
A principal atividade econômica é a mineração, destacando-se Brumado, na extração de magnesita e talco, e Caetité, na extração de urânio. A atividade extativista deve ser impulsionada com a conclusão da Ferrovia de Integração Oeste-Leste. Outros setores também importantes são a pecuária, embora a maior parte dos postos de trabalho esteja ligada à administração pública; e a agricultura, destacando-se Livramento de Nossa Senhora com cultivo de manga, melão e maracujá, sendo o segundo maior produtor na Bahia, perdendo apenas para Juazeiro. Além da Bahia, estados como Espírito Santo, São Paulo, Rio de Janeiro e Minas Gerais, também consomem os produtos provindos da região. Grande parte da produção agropecuária do território é para abastecimento familiar.

## Cultura

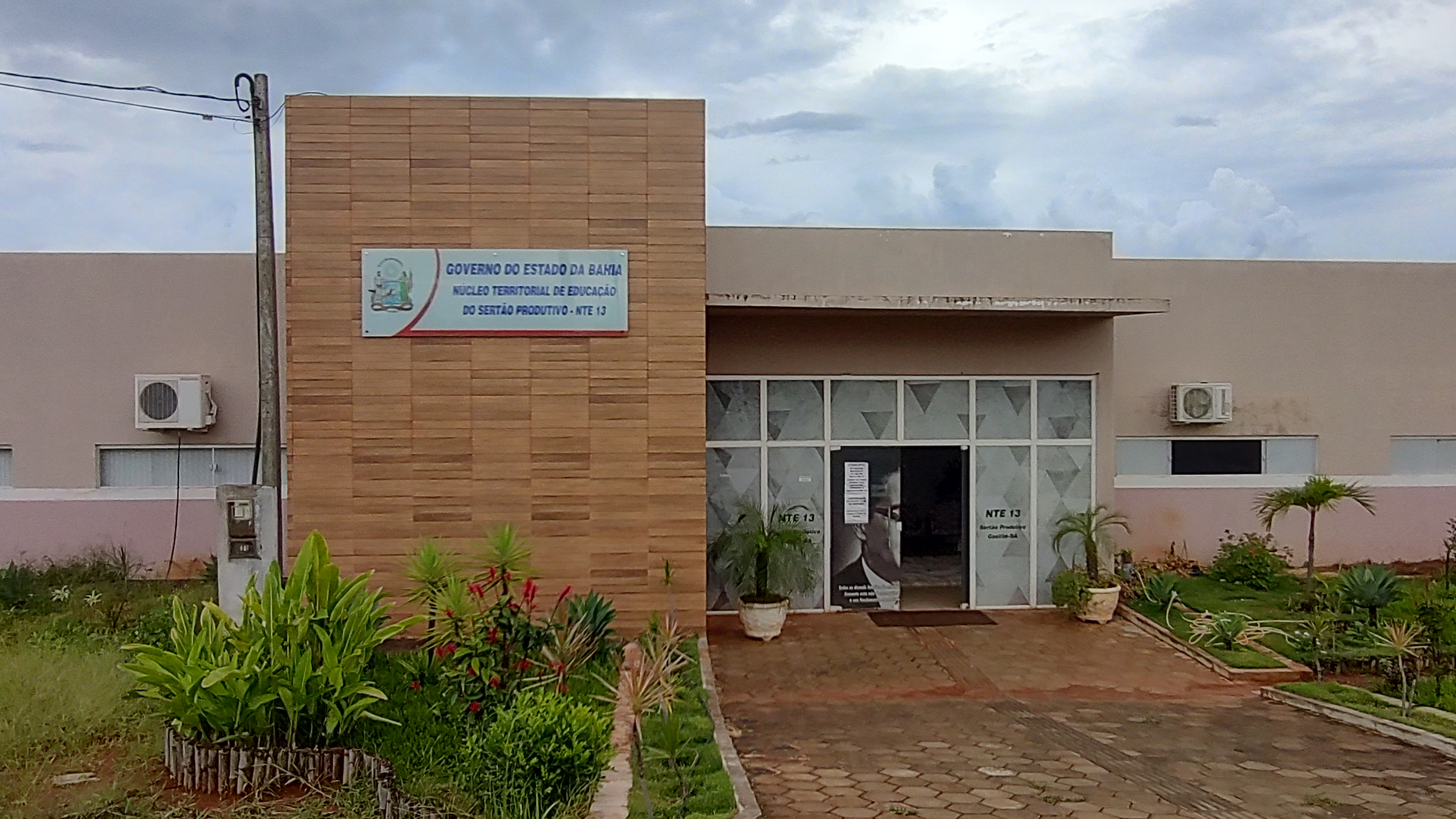
Núcleo Territorial de Educação (NTE-13), em Caetité

Distribuídos entre as cidades de Ituaçu, Livramento de Nossa Senhora, Guanambi e Caetité (onde está a maioria deles), existem 16 bens tombados pelo Iphan da Bahia. Ao longo das eras foram se formando também os quilombos, são 71 comunidades registradas, sendo 53 delas certificadas pela Fundação Cultural Palmares. As chamadas redes de ponto de cultura é composta de seis instituições culturais, duas delas são financiadas pelo Programa Cultura Viva: o "Centro Comunitário da Cultura Quilombola", em Livramento de Nossa Senhora, e o "Ponto de Cultura Ginga Zumbi - Capoeira tem Valor", em Brumado. Entre os anos de 2016 e 2017, o Fundo de Cultura da Bahia teve participação financeira em 11 projetos, sendo as áreas beneficiadas: audiovisual, culturas populares, museus, teatros e patrimônio cultural. O Centro Cultural de Guanambi, inaugurado em 2006, passou a ser administrado pela Secretaria de Agricultura da Bahia em 2009. É um importante equipamento para a cultural da região, tanto que em 2017, quase nove mil admiradores da cultura visitaram o local.